# Jacky/Senda
Jacky/Senda  è un singolo del gruppo Royal Jelly, pseudonimo degli Oliver Onions, pubblicato nel 1982.

## Descrizione
Il brano era la sigla dell'anime Jacky, l'orso del monte Tallac, scritto da Cesare De Natale, su musica e arrangiamento di Guido De Angelis e Maurizio De Angelis che ne sono anche gli interpreti . La base musicale, composta originariamente per la versione spagnola omonima (1978), fu utilizzata anche per la versione portoghese omonima .
Il lato B Senda è un brano ispirato alla serie , scritto dagli stessi autori su musica originale di Jose Hidalgo.
Entrambe le sigle sono state inserite all'interno della compilation Tivulandia successi n. 2 e nell'album monografico dedicato alla serie dal titolo Jacky.

## Tracce
Lato A
- Jacky - (Cesare De Natale-Guido De Angelis-Maurizio De Angelis)

Lato B
- Senda - (Cesare De Natale-Guido De Angelis-Maurizio De Angelis-Jose Hidalgo)